# Favières (Eure-et-Loir)
Favières é uma comuna francesa na região administrativa do Centro, no departamento Eure-et-Loir. Estende-se por uma área de 12,48 km². Em 2010 a comuna tinha 599 habitantes (densidade: 48 hab./km²).